# Ruffiac (Morbihan)
 Ruffiac  (en bretón Rufieg, en galó Rufia) es una población y comuna francesa, situada en la región de Bretaña, departamento de Morbihan, en el distrito de Vannes y cantón de Malestroit.

## Demografía
| 1563 | 1479 | 1482 | 1428 | 1374 | 1311 |
| Para los censos de 1962 a 1999 la población legal corresponde a la población sin duplicidades (Fuente: INSEE [Consultar]) |      |      |      |      |      |